# Liste der Naturdenkmale in Siebeldingen
Die Liste der Naturdenkmale in Siebeldingen nennt die im Gemeindegebiet von Siebeldingen ausgewiesenen Naturdenkmale (Stand 23. Mai 2024).

## Naturdenkmale
| Nr.         | Bezeichnung               | Lage                                             | Beschreibung                                                                                               | Bild                          |
| ----------- | ------------------------- | ------------------------------------------------ | --- | ----------------------------- |
| ND-7313-176 | Krappenfelsen             | in der Waldgemarkung nordwestlich des Ortes Lage | Buntsandsteinformation auf Bergkuppe; flächenhaftes Naturdenkmal, 0,2 ha; teilweise zu Landau in der Pfalz | mehr Fotos \| Fotos hochladen |
| ND-7337-240 | Linden im und am Friedhof | Dagobertstraße Lage                              | Tilia sp., zahlreiche Bäume, hier Nr. 86                                                                   | mehr Fotos \| Fotos hochladen |

## Ehemalige Naturdenkmale
| Nr. | Bezeichnung                 | Lage                                       | Beschreibung                                                                          | Bild                                    |
| --- | --------------------------- | ------------------------------------------ | ------------------------------------------------------------------------------------- | --------------------------------------- |
|     | Weiher mit Pappeleinfassung | nördlich des Ortes beim Geilweilerhof Lage | Populus sp.; flächenhaftes Naturdenkmal;, hier Nr. 85 Rechtsverordnung 119 aufgehoben | Fotos hochladen                         |
|     | Steinbruch                  | nördlich des Ortes beim Geilweilerhof Lage | Muschelkalksteinbruch; Rechtsverordnung aufgehoben, Steinbruch verfüllt               | Direkt Bild zu diesem Denkmal hochladen |